# Erzbistum Sherbrooke
Das Erzbistum Sherbrooke (lateinisch Archidioecesis Sherbrookensis, französisch Archidiocèse de Sherbrooke) ist eine in Kanada gelegene römisch-katholische Erzdiözese mit Sitz in Sherbrooke.

## Geschichte
Das Erzbistum Sherbrooke wurde am 28. August 1874 durch Papst Pius IX. aus Gebietsabtretungen der Bistümer Saint-Hyacinthe und Trois Rivières sowie des Erzbistums Québec als Bistum Sherbrooke errichtet. Es wurde dem Erzbistum Montréal als Suffraganbistum unterstellt. Am 2. März 1951 wurde das Bistum Sherbrooke durch Papst Pius XII. zum Erzbistum erhoben.

## Ordinarien

### Bischöfe von Sherbrooke
- 1874–1893 Antoine Racine
- 1893–1926 Paul-Stanislas La Rocque
- 1927–1941 Alphonse-Osias Gagnon
- 1941–1951 Philippe Servulo Desranleau

### Erzbischöfe von Sherbrooke
- 1951–1952 Philippe Servulo Desranleau
- 1952–1967 Georges Cabana
- 1968–1996 Louis Joseph Jean Marie Fortier
- 1996–2011 André Gaumond
- 2011–0000 Luc Cyr